# College van Craenendonck

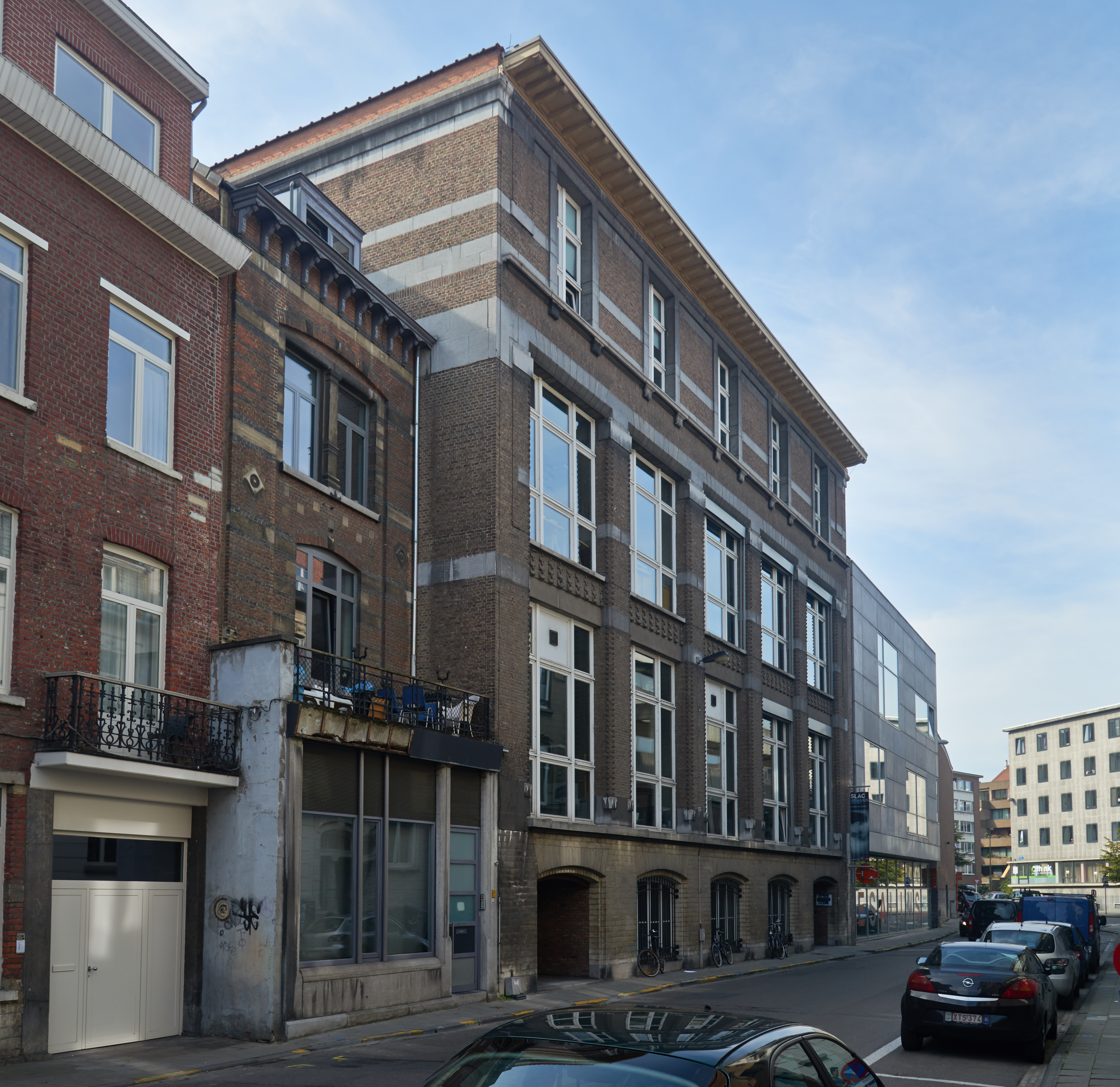
De straat genaamd Craenendonck in Leuven, met zicht op het Cultuurcentrum De Minnepoort. Op de plek van de parkeerplaatsen liep tot in de 19e eeuw een arm van de Dijle.

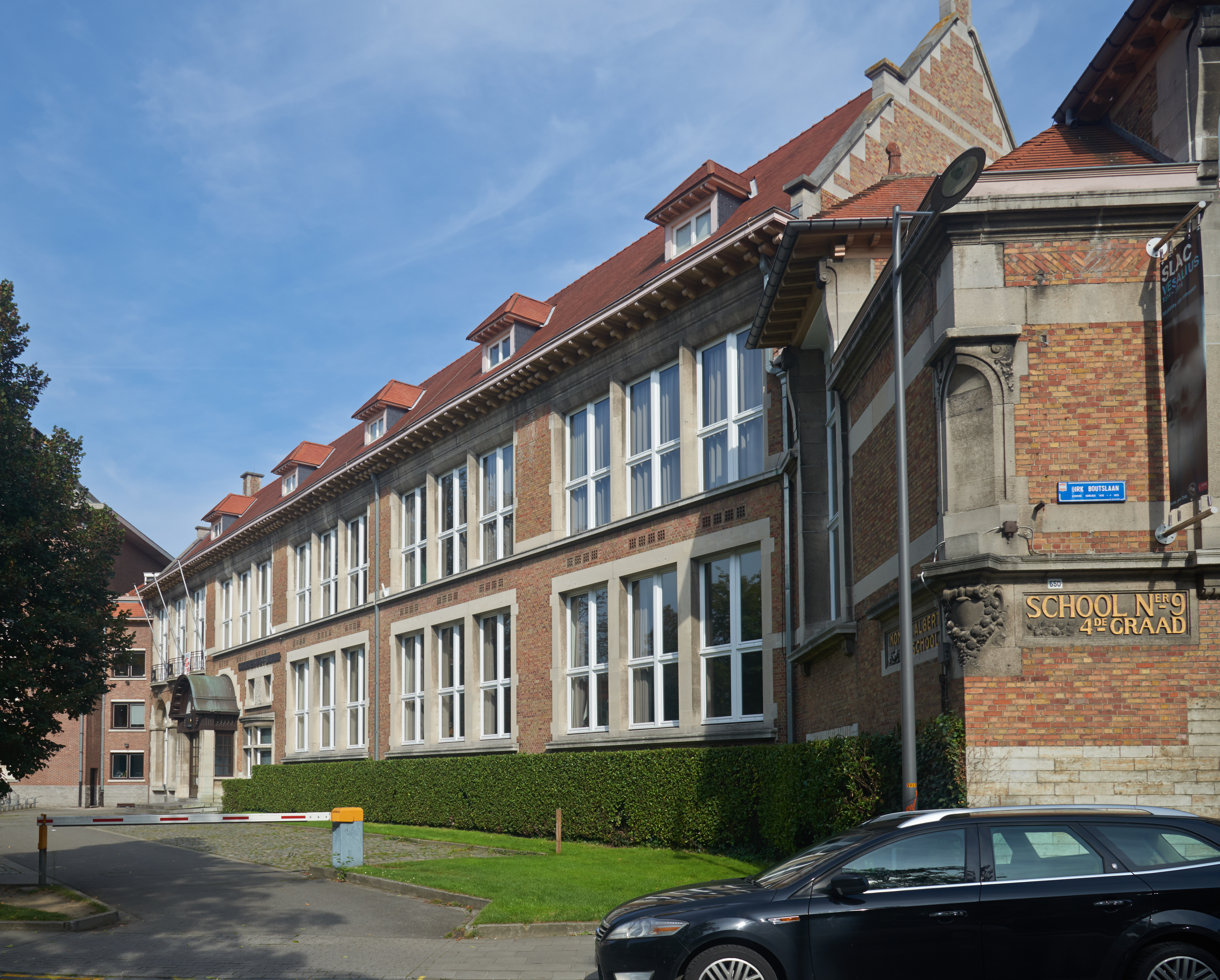
Stedelijk conservatorium van Leuven, naast het Cultuurcentrum.

Het College van Craenendonck (1574-1797) was een studiehuis van de oude Universiteit van Leuven. Van de gebouwen hiervan staat niets meer overeind. De aanliggende straat, met de naam Craenendonck herinnert nog aan het voormalig College.

## College
Marcel Craenendonck was afkomstig uit Tongelre (tegenwoordig in Eindhoven). Hij was kanunnik aan de Sint-Jacobskerk in Leuven. Craenendonck stichtte in het jaar 1574 een studiehuis dat zijn naam droeg. Het College van Craenendonck heeft op 3 plekken in Leuven bestaan. De eerste plaats was in het woonhuis van Marcel Craenendonck, in de 's Meiersstraat, vandaag Sint-Michielsstraat. Het kon 4 studenten huisvesten en een directeur. Aangezien de Jezuïeten uitbreidden, verhuisde het College van Craenendonck naar de hoek Jodenstraat/Schrijnwerkersstraat (1598), nabij het Driutiuscollege; dit bleef zo tot in 1761. In 1761 versmolt het Craenendonckcollege met het studiehuis van de kanunniken van Sint-Augustinus van Windesheim. De residentie van de kanunniken was het vroegere huis van de Robles, bisschop van Ieper. Het bisschopshuis stond aan de hoek Lei/Craenendonck en werd gesloopt. Vervolgens verrees een nieuw College van Craenendonck, in Lodewijk XV-stijl, naar de plannen van de architect Jacques Hustin. Deze architect was befaamd in de Oostenrijkse Nederlanden.
Bij wet van 15 september 1793 werd tot afschaffing van alle colleges en universiteiten van de Franse Republiek beslist, hoewel de universiteiten in Frankrijk nog actief bleven tot aan de nieuwe wet van 7 ventôse jaar III (25 februari 1795) die in hun plaats de "Écoles Centrales" stichtte. Na de Traktaat van Campo Formio van 1797 waren de Oostenrijkse Nederlanden door de Keizer aan Frankrijk afgestaan en de Leuvense Universiteit werd, zoals de andere Franse Universiteiten, door de wet in 1797 gesloten. De centrale administratie van het Dijledepartement nam op 25 oktober 1797 het decreet van afschaffing van de Universiteit van Leuven. Wautier, bureau-chef van het Dijledepartement en de ex-jesuiet De la Serna Santander legden dese beslissing ten uitvoer.
Het College van Craenendonck werd eveneens opgeheven.

## Nadien
In 1806 geraakte het collegegebouw in privé-handen en werd de collegesite progressief gesloopt. Een arm van de rivier de Dijle werd in 1880 gedempt. Hierdoor vergrootte de Craenendonck-straat aanzienlijk. De stad liet in de tuin van het college de Koning Albert I-school bouwen (1923), die nadien omgevormd werd tot het stedelijk conservatorium. In 1970 verrees op de site het cultuurcentrum De Minnepoort.